# Apolo de Veyes

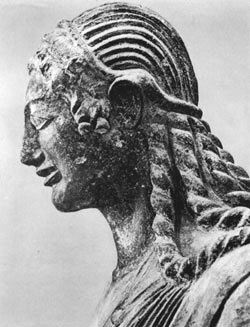
Cabeza del Apolo de Veyes.

El Apolo de Veyes es una estatua etrusca realizada en terracota de tamaño mayor que el natural, pintado, representando a Apolo, datada hacia 550 a. C.-520 a. C. Está realizada en el estilo etrusco arcaico tardío o jónico «internacional». Se encuentra expuesta en el Museo Etrusco Nacional de Villa Giulia en Roma.

## Lugar del hallazgo
Fue descubierto en 1916 en el templo de Portonaccio, un santuario construido en honor a la diosa de la sabiduría y las artes Menrva (para los etruscos o Minerva para los romanos), uno de los más importantes de Etruria, perteneciente a la antigua ciudad etrusca de Veyes, hoy región italiana del Alto Lacio.

## Autor

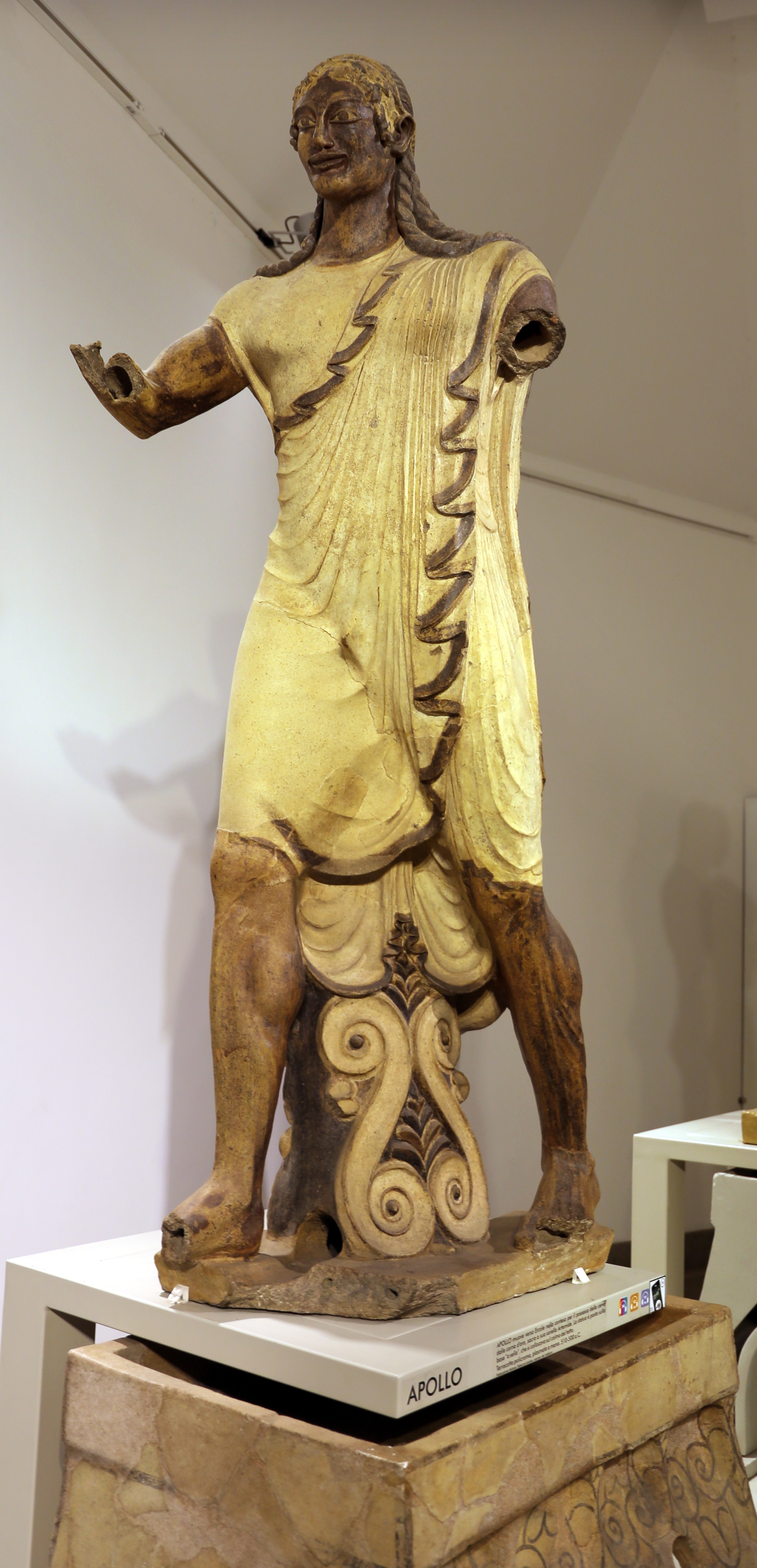
Vista de cuerpo completo.

La escultura se le atribuye al escultor etrusco Vulca, el único artista etrusco del que se conoce el nombre.

## Estilo y características técnicas
Esta escultura pertenece al arte etrusco, con importantísima influencia del arte escultórico griego. La estatua mide 180 centímetros de alto y está realizada en terracota, el material más usado en las esculturas etruscas.
Formaba parte de una escena de Apolo y Hércules luchando sobre la cierva de Cerinia, doce metros por encima del suelo sobre rayos en la acrotera del Santuario de Minerva de Portonaccio, cerca de Veyes. Apolo, vestido en una túnica y capa corta, avanza hacia su izquierda con su brazo derecho estirado y doblado (su brazo izquierdo está hacia el suelo quizá con un arco en su mano); Hércules, con la cierva atada alrededor de sus piernas, se estira hacia la derecha, inclinándose para atacar con su porra y con su torso en una curva violenta.

## Curiosidades
La estatua fue encontrada de pie, resistiendo los ataques de los romanos a la ciudad de Veyes, la primera ciudad etrusca conquistada por Roma.